# Jole Bovio Marconi
Pour les articles homonymes, voir Marconi.
Jole Bovio Marconi est une archéologue italienne, née le 21 janvier 1897 à Rome, morte le 14 avril 1986 à Palerme.
Surintendante pour les Beaux-Arts et directrice du musée national de Palerme, elle est une pionnière de l'étude de la préhistoire en Sicile.

## Biographie

### Jeunesse et début de carrière
Jole Bovio est la fille de Giovanni Bovio, haut officier piémontais, et de Giulia Beccaria, descendante du juriste Cesare Beccaria.
Diplômée en Lettres de l'Université Sapienza de Rome en 1921 avec une thèse sur la topographie romaine auprès de Rodolfo Lanciani, puis de l'École royale d'archéologie de Rome, elle est boursière à  l'École italienne d'archéologie d'Athènes au cours de l'année universitaire 1923-1924. Elle y rencontre Pirro Marconi, boursier et futur archéologue comme elle, et l'épouse.
Revenus en Italie en 1926, ils sont tous deux titulaires du concours d'inspecteur adjoint, lui nommé à Padoue et elle à Ancône, puis ils sont mutés ensemble à Palerme où, à l'invitation de Paolo Orsi, Pirro Marconi prend la direction du Musée national de Palerme et du Bureau des Antiquités de la Sicile occidentale jusqu'en 1932, pendant que Jole Bovio Marconi est inspectrice pour le même bureau.
Elle fouille dans les environs de Palerme les vestiges d'un village de l'âge du bronze à Boccadifalco (1933-1935) et non loin une nécropole taillée dans la roche à Sant'Isidoro (1935) dont elle corrige la datation à l'Énéolithique plutôt qu'au Néolithique supérieur. Elle fouille ensuite l'acropole et des grottes du Monte Castellaccio (Termini Imerese) en 1936-1937.
En 1938, elle dirige les secondes fouilles de la grotte de Vecchiuzzo près de Petralia Sottana et des fortifications mégalithiques de Cefalù. Elle perd son mari dans un accident d'avion de retour d'une mission archéologique en Albanie.
Pour le Corpus vasorum antiquorum (1938), elle produit la seule publication sur les vases attiques à figures noires du musée archéologique de Palerme puis se consacre à la préhistoire sicilienne, notamment de la partie occidentale encore peu étudiée. 

### Surintendante pour la Sicile occidentale et directrice du musée national de Palerme
En 1937, Jole Bovio Marconi prend la direction du musée national de Palerme. En 1939, elle est confirmée à ce poste et nommée à la tête de la Surintendance des antiquités et des beaux-arts pour les provinces de Palerme et de Trapani (Sicile occidentale). Elle est la première femme nommée à la tête d'une surintendance avec Bruna Forlati Tamaro. En 1941, elle est régente des surintendances d'Agrigente et de Caltanissetta, et fouille à ce titre une partie de la nécropole romaine et un hypogée chrétien à Agrigente.
En tant que surintendante de Sicile occidentale, elle participe aux fouilles des voies transversales perpendiculaires à l'axe principal nord-sud de l'acropole de Sélinonte, où elle protège les terrains autour des temples de la colline orientale et supervise la reconstruction controversée du temple E à Sélinonte, dirige la restauration du temple de Ségeste et organise l'exploration de la nécropole de Palerme. 
En 1944, elle publie « La civilisation de la Conca d'Oro » auprès de l'Académie des Lyncéens, regroupant sous ce nouveau faciès préhistorique l'analyse de vestiges d'établissements énéolithiques (troisième millénaire avant J.-C.) de la campagne palermitaine.
Elle décide de transférer les collections du musée national vers l'abbaye de San Martino delle Scale à Monreale pour les préserver des bombardements alliés qui détruisent, le 5 avril 1943 une aile du musée. Après la guerre, et grâce aux financements des Alliés, elle supervise la restauration durant sept ans et la réouverture en 1952 du musée  désormais consacré aux objets archéologiques dans le bâtiment historique de la via Bara all'Olivella alors qu'il avait été décidé de dispatcher les collections muséales palermitaines dans des établissements différents : les collections d'art médiéval sont transférées dans la galerie nationale de Palazzo Abatellis ; les fonds anthropologiques au musée Giuseppe Pitrè ; les œuvres d'art du XIXe siècle à la Galerie d'art moderne. Elle attache une attention particulière à la présentation de la collection préhistorique.
Dans les années 1950, il fouille systématiquement plusieurs centres puniques comme Erice et Marsala où sont mis au jour une vaste nécropole, les murs de l'antique Lilybée et les thermes romains. Elle étudie également les fortifications de Cefalù, Termini Imerese, Erice, Palerme, Ségeste, Marsala et Sélinonte.
En 1953, elle publie ses études sur les graffitis des grottes de l'Addaura, découverts en 1943 sur les pentes du Mont Pellegrino. Elle interprète ces nombreux pétroglyphes datant du dernier épigravettien au mésolithique comme des scènes rituelles ou initiatiques. Ses travaux ont par ailleurs étudié les grottes du Genovese (Levanzo), de Niscemi (Palerme), et delle Stufe di San Calogero (Sciacca).
Elle quitte la surintendance en 1963. À 80 ans, elle publie la synthèse des fouilles de la Grotte du Vecchiuzzo (1979). Quand elle décède en avril 1986, elle a publié 67 publications scientifiques, issues de 30 campagnes d'archéologie et de préhistoire menées en Sicile.
Dix ans plus tard, son nom est donné à la section préhistorique du musée Antonino Salinas et un volume des Quaderni del Museo lui est dédié. C'est également le cas pour une rue de Palerme, une rue de Paceco et la place devant le parc archéologique de Sélinonte.

### Professeure et autres engagements
Jole Bovio Marconi a enseigné à l'Université de Palerme l'archéologie et l'histoire de l'art grec et romain de 1943 à l'arrivée d'Achille Adriani en 1948, et la préhistoire de 1944 à 1967.
Engagée pour la valorisation et la protection des monuments anciens, elle organise des conférences et utilise la presse locale pour faire connaitre le patrimoine culturel sicilien et forme les femmes pour devenir guides touristiques locales. Elle participe à la lutte pour les droits des femmes : vote des femmes, nouveau droit de la famille, réversibilité des pensions des femmes actives au conjoint survivant. Elle est une membre active de la FILDIS (Federazione Italiana Laureate e Diplomate Istituti Superiori) et est fondatrice, puis présidente du Soroptimist Club de Palerme.
Elle est membre de nombreuses sociétés savantes italiennes dont la Société sicilienne pour l'histoire de la Patrie, l'Académie des sciences, des lettres et des arts de Palerme, la Société italienne des sciences préhistoriques et protohistoriques, l'Institut archéologique allemand, la Société internationale d'archéologie classique, la Société italienne de paléontologie humaine, correspondante des « Fasti archaeologici » et fondatrice de la Société sicilienne d'anthropologie.
En 1959, elle est nommée surintendante de première classe pour ses contributions à l'archéologie sicilienne. En 1964, le ministère de l'éducation lui décerne la médaille d'or du mérite pour la culture, les arts et l'école du Ministère de l'Instruction publique et reçoit le titre de Commandeur de l'ordre du Mérite de la République italienne. 

### Descendance
Sa fille, Marina Marconi Causi (1928-2023), a été militante pour les droits des femmes, députée de l'Assemblée régionale sicilienne et conseillère pour la santé au sein de la junte du Printemps de Palerme menée par Leoluca Orlando. Son petit-fils, Marco Causi, a été député du Parti démocrate et conseiller municipal de la junte Veltroni à Rome.